# Colite
Cet article possède un paronyme, voir Colique.
 Mise en garde médicale
Une colite est une inflammation du côlon.

## Colites aiguës

### Colites infectieuses
- d'origine bactérienne
  - choléra
  - colibacilloses
  - shigelloses
  - colite pseudo-membraneuse à Clostridium difficile
  - salmonelloses
  - yersinioses
  - Maladie de Lyme[1] (Borréliose)
- tuberculose intestinale
- virales
  - rotavirus
  - virus de Norwalk
  - herpès
  - cytomégalovirus
- parasitaires
  - némathelminthes
    - angiostrongylose
    - anguillulose
    - anisakiase
    - ankylostomose
    - ascaridiose
    - oxyurose
    - trichinose
    - trichocéphalose

  - platyhelminthes
    - cestodes
      - taeniasis
      - cysticercose

    - trématodes
      - bilharziose

  - protozoaires
    - amibiase
    - balantidose
    - giardiase
    - coccidiose
      - Cryptosporidium
      - Isospora belli
- mycoses
  - actinomycose
  - candidose
- Infections sexuellement transmissibles
  - syphilis
  - gonorrhée
  - lymphogranulome vénérien (maladie de Durand-Nicolas-Favre)

### Colites médicamenteuses
- anti-inflammatoires non stéroïdiens
- antibiotiques (colite des antibiotiques)[2]
- laxatifs stimulants
- neuroleptiques (rare) : surtout les phénothiazines, mais aussi le clozapine, l'olanzapine, la rispéridone[3].

### Colites ischémiques
- Athérosclérose
- Vasoconstricteurs :
  - AINS
  - Cocaïne
- Marathoniens
- Coagulopathie
- Vascularite

## Colites chroniques

### Maladie inflammatoire chronique de l'intestin (MICI)
- Maladie de Crohn
- Maladie cœliaque (intolérance du duodénum ⇔ intestin grêle au gluten, souvent conjoints à l'arthrite plus particulièrement ankylosante)
- Rectocolite ulcéro-hémorragique (RCUH)
- Colite indéterminée
- Colite microscopique
  - Colite collagène
  - Colite lymphocytaire